# Sarah Culberson
Sarah Jane Culberson, née Esther Elizabeth Kposowa en 1976, est une actrice, danseuse, et auteure américaine et sierraleonaise. De par son père, elle est une princesse Mendé de Bumpe en Sierra Leone. Elle est aussi la cofondatrice de Sierra Leone Rising, une organisation à but non lucratif qui collecte des fonds pour améliorer l'éducation, les opportunités économiques et les modes de vie durables des habitants de la Sierra Leone. En 2009, elle coécrit ses mémoires, intitulés A Princess Found : An American Family, an African Chiefdom, and the Daughter Who Connected Them All. Disney envisage d'adapter ce livre en un film.

## Biographie
Culberson est née Esther Elizabeth Kposowa à Morgantown, en Virginie-Occidentale, d'une mère américaine et d'un père sierraléonais. Enfant, elle est placée en famille d'accueil, puis adoptée par Jim et Judy Culberson, un couple de Virginie-Occidentale. Son père adoptif est professeur de neuroanatomie à l'université de Virginie-Occidentale. Sa mère adoptive est éducatrice spécialisée dans une école primaire. Elle grandit sans rien savoir de ses parents biologiques. Elle est élevée dans la foi méthodiste unie. Elle reçoit une bourse d'études en théâtre à l'université de Virginie-Occidentale et obtient son diplôme en 1998. Elle obtient ensuite une maîtrise en beaux-arts à l'American Conservatory Theater de San Francisco.
En 2001, Culberson s’installe à Los Angeles pour poursuivre une carrière d'actrice. Elle fait des apparitions dans différentes séries télévisées telles que Strong Medicine, In Case of Emergency, et The Secret Life of the American Teenager. Elle obtient également un rôle dans le film American Dreamz.
En 2004, Culberson engage un détective privé pour retrouver ses parents biologiques. Elle découvre ainsi que sa mère biologique, une femme blanche des États-Unis, est morte d'un cancer douze ans plus tôt et que son père, Joseph Konia Kposowa, installé en Sierra Leone, est membre d'une famille royale Mendé,. Son grand-père paternel, Francis Kposowa, avait été le chef suprême de Bumpe en Sierra Leone. En tant que Mahaloi, ou petite-fille du chef suprême, elle se voit accorder le statut de princesse par le peuple Mendé. Elle reprend contact avec son père, lui  écrit une lettre puis le rencontre. Celui-ci lui indique qu'il était en visite à l'université lorsqu'elle a été conçue, et sa mère et lui avaient convenu qu'ils étaient trop jeunes et qu'ils ne leur étaient pas financièrement possible de s'occuper d'un enfant à ce moment-là. À son arrivée à Bumpe, la chefferie lui accorde le titre de Bumpenya, qui signifie, en Mendé, Dame de Bumpe.
De 2005 à 2007, Culberson devient danseuse dans une compagnie de danse professionnelle basée à Los Angeles et spécialisée dans les spectacles de salsa, de hip-hop et de danse contemporaine. Elle fait ensuite partie du conseil d'administration de cette compagnie de danse mais continue aussi à se produire en tant qu'artiste.
En 2006, Mme Culberson cofonde Sierra Leone Rising, anciennement connue sous le nom de Kposowa Foundation, une fondation à but non lucratif qui soutient l'éducation, la reconstruction des écoles et l'amélioration de la qualité de vie dans la chefferie de Bumpe en Sierra Leone après la guerre civile qui a sévi dans ce pays.
Elle travaille à l'école Brentwood, où elle crée un programme de danse. Puis elle devient directrice de l'apprentissage à l'école Oakwood de Los Angeles.
En 2009, elle coécrit un livre de souvenirs intitulé A Princess Found : An American Family, an African Chiefdom, and the Daughter Who Connected Them All. En 2019, Walt Disney Pictures  conclut un accord avec Homegrown Pictures pour adapter ce livre et l'histoire de Sarah Culberson en un film. En 2022, elle reçoit le prix Impact lors de la 30e cérémonie des Trumpet Awards de Bounce TV.